# Onthotrupes onitidipes
Onthotrupes onitidipes es una especie de coleóptero de la familia Geotrupidae.

## Distribución geográfica
Habita en América Central.